# Dougray Scott
Stephen Dougray Scott, född 25 november 1965 i Glenrothes, Fife, är en skotsk skådespelare.

## Privatliv
Dougray Scott är sedan 2007 gift med skådespelaren Claire Forlani. Han har två barn i ett tidigare äktenskap.

## Filmografi i urval
- 1998 – För evigt (Prins Henry)
- 1998 – Deep Impact (Eric Vennekor)
- 2000 – Mission: Impossible II (Sean Ambrose)
- 2000 – Tusen och en natt (Kung Shariar)
- 2001 – Enigma
- 2002 – Ripley's Game (Trevanny)
- 2004 – The Truth About Love (Archie Gray)
- 2005 – Dark Water (Kyle Williams)
- 2006 – Desperate Housewives (TV-serie)
- 2007 – Hitman (Mike Whittie)
- 2011 – My Week with Marilyn (Arthur Miller)
- 2013–2014 – Hemlock Grove (TV-serie)
- 2015 – Taken 3
- 2022 – Mysteriet Loch Ness (TV-serie)
- 2023 – Vigil (TV-serie)
- 2025 – Exterritorial
- 2025 – Sherlock & dotter (TV-serie)
- 2025 – My Oxford Year